# Liste der Wahlbezirke in Istrien
Diese Liste der Wahlbezirke in Istrien listet alle Wahlbezirke im Kronland Istrien für die Wahlen des Österreichischen Abgeordnetenhauses auf. Die Wahlbezirke bestanden zwischen 1907 und 1918.

## Geschichte
Nachdem der Reichsrat im Herbst 1906 das allgemeine, gleiche, geheime und direkte Männerwahlrecht beschlossen hatte, wurde mit 26. Jänner 1907 die große Wahlrechtsreform durch Sanktionierung von Kaiser Franz Joseph I. gültig. Mit der neuen Reichsratswahlordnung schuf man insgesamt 480 Wahlbezirke mit in der Regel je einem zu wählenden Abgeordneten, der durch Direktwahl mit allfälliger Stichwahl bestimmt wurde. In Istrien hatten vor der Abschaffung des Klassenwahlrechts fünf Wahlkreise bestanden, wobei die Landgemeinden zwei Abgeordnete und die Städte gemeinsam mit der Handels- und Gewerbekammer ebenso wie die Großgrundbesitzer und die Allgemeine Wählerklasse je einen Abgeordneten entsandten. Mit der Einführung des allgemeinen Männerwahlrechts wurden in Istrien sechs Wahlbezirke geschaffen. Im Gegensatz zu den anderen Kronländern existierten in Istrien nur sogenannte Landgemeindenwahlkreise und keine Städtewahlkreise, die für Großstädte alleine oder für mehrere Kleinstädte gemeinsam geschaffen worden waren. Die Landgemeindewahlkreise setzten dabei aus einer gewissen Anzahl von Gerichtsbezirken zusammen.
Die Bevölkerung Istriens setzte sich 1910 aus rund 42 Prozent Kroatischsprachigen, 36 Prozent Italienischsprachigen und 14 Prozent Slowenischsprachigen zusammen. Dieses Sprachengemisch spiegelt sich auch unter den Abgeordneten der Wahlbezirke Istriens wider. So wurden in den Wahlkreisen 1–3 jeweils italienischsprachige Abgeordnete in das Abgeordnetenhaus entsandt, die Wahlbezirke 4–6 fielen kroatisch/slowenischen Abgeordneten zu. Jedoch war das Parteienspektrum auch innerhalb der Sprachgruppen zersplittert. So kamen die Abgeordneten der Italiener bzw. Kroaten/Slowenen aus je zwei verschiedenen Parteien.

## Wahlbezirke
| Nr.:           | Nummer des Wahlkreises mit Link zum Wahlbezirksartikel |
| Wahlbezirktyp: | Angabe, ob es sich um einen Städtewahlkreis oder Landgemeindenwahlkreis handelt |
| Region:        | Städte oder Gerichtsbezirke, die zum Wahlbezirk gehören. Die Landgemeindewahlkreise umfassen die angegebenen Gerichtsbezirke mit bzw. ohne die zuvor genannte Gemeinden.                                                              |
| WB:            | Anzahl der Wahlberechtigten bei der Reichsratswahl 1911 |
| Partei 1907:   | Parteizugehörigkeit des Abgeordneten des Wahlbezirks bezogen auf die Reichsratswahl 1907, IL=Italienische Liberale Partei, IVP=Italienische Volkspartei, KSNP=Kroatisch-Slowenische Nationalpartei, RR=Reine Rechtspartei (Kroatisch) |
| Partei 1911:   | Parteizugehörigkeit des Abgeordneten des Wahlbezirks bezogen auf die Reichsratswahl 1911 |

| Nr. | Wahlbezirktyp          | Region                                                                                           | WB     | Partei 1907 | Partei 1911 |
| --- | ---------------------- | ------------------------------------------------------------------------------------------------ | ------ | ----------- | ----------- |
| 1   | Landgemeindenwahlkreis | Gerichtsbezirke Buje, Pirano sowie die Gemeinden Capodistria, Muggia                             | 16.127 | IVP         | IVP         |
| 2   | Landgemeindenwahlkreis | Gerichtsbezirke Montona, Parenzo, Rovigno sowie die Gemeinden Dignano, Sanvincenti               | 17.142 | ILP         | ILP         |
| 3   | Landgemeindenwahlkreis | Gerichtsbezirk Pola sowie die Gemeinden Lussinpiccolo, Ossero                                    | 13.382 | ILP         | ILP         |
| 4   | Landgemeindenwahlkreis | Gerichtsbezirk Castelnuovo sowie die Gemeinden Decani, Dolina, Maresego, Očisla-Klanec, Paugnano | 9.516  | KSNP        | KSNP        |
| 5   | Landgemeindenwahlkreis | Gerichtsbezirke Pinguente, Pisino, Albona sowie die Gemeinde Barbana                             | 17.979 | RR          | RR          |
| 6   | Landgemeindenwahlkreis | Gerichtsbezirke Volosca, Cherso, Veglia sowie die Gemeinde Lussingrande                          | 18.335 | KSNP        | KSNP        |